# جورجيو دي ستيفاني
جورجيو دي ستيفاني (بالإيطالية: Giorgio De Stefani)‏ مواليد 24 فبراير 1904 في فيرونا - الوفاة 22 أكتوبر 1992 في روما، كان لاعب كرة مضرب إيطالي بدأ مسيرته كمحترف سنة 1920. أعلى تصنيف له في الفردي كان المركز الـ 6 في سنة 1934.

## النهائيات

### الفردي: 1 (0-1)
| الحصيلة | السنة | البطولة                  | الأرضية | المنافس في النهائي | النتيجة في النهائي |
| الوصافة | 1932  | دورة رولان غاروس الدولية | ترابية  | هنري كوشيه         | 0–6, 4–6, 6–4, 3–6 |

## روابط خارجية
- جورجيو دي ستيفاني على موقع رابطة محترفي التنس (الإنجليزية)
- جورجيو دي ستيفاني على موقع الاتحاد الدولي لكرة المضرب (الإنجليزية)
- جورجيو دي ستيفاني على موقع كأس ديفيز (الإنجليزية)
- جورجيو دي ستيفاني على موقع أرشيف التنس.كوم (الإنجليزية)
- جورجيو دي ستيفاني على موقع بطولة ويمبلدون (الإنجليزية)
- جورجيو دي ستيفاني على موقع خلاصة التنس.كوم (الإنجليزية)
- جورجيو دي ستيفاني على موقع أوليمبيديا (الإنجليزية)